# Andrej Hunko

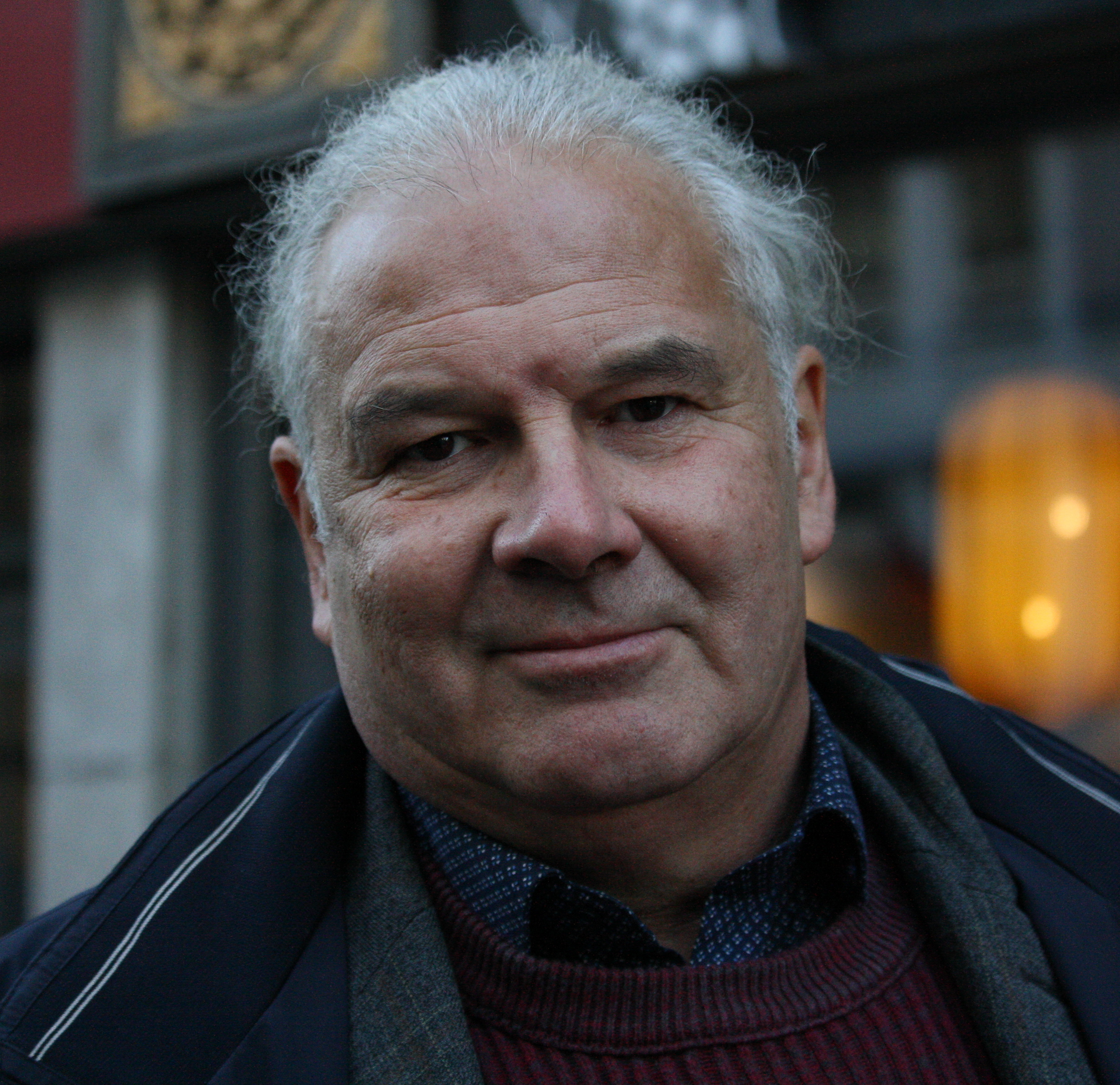
Andrej Hunko (2025)

Andrej Konstantin Hunko (* 29. September 1963 in München) ist ein deutscher Politiker (BSW, zuvor Die Linke, WASG, PDS). Er war von 2009 bis 2025 Mitglied des Deutschen Bundestages und seit 2010 Mitglied der Parlamentarischen Versammlung des Europarates. Seit 2024 ist er dort Co-Vorsitzender der Fraktion der Vereinigten Europäischen Linken. Zudem bekleidete er von 2020 bis 2023 das Amt eines von acht stellvertretenden Vorsitzenden der Linksfraktion im Bundestag. Dem Parteivorstand der Linken gehörte er von 2014 bis 2021 an.

## Herkunft, Ausbildung und berufliche Tätigkeiten
Andrej Hunko ist ukrainischer Abstammung. Sein Großvater kämpfte während des Zweiten Weltkriegs in der Ukraiinska Nazionalna Armija gegen die Rote Armee.
Hunko wurde in München geboren und wuchs in Aachen auf. Dort machte er 1983 auf dem Kaiser-Karls-Gymnasium das Abitur und leistete danach beim DPWV seinen Zivildienst.
1985 begann er an der Albert-Ludwigs-Universität Freiburg ein Studium der Medizin, das er 1991 ohne Abschluss beendete. In einem Interview sagte er 2018, dies sei „eine Reaktion 1991 auf den Irak-Krieg“ gewesen, „eine nicht sehr reife Reaktion, wie ich rückblickend finde“. Anschließend übte er verschiedene Tätigkeiten in Freiburg, Aachen und Berlin aus, unter anderem als LKW-Fahrer, Drucker, Krankenpfleger und Publizist. 1999 bis 2004 absolvierte er eine Berufsausbildung zum Mediengestalter und arbeitete als Mediengestalter und Drucker. Von 2007 bis 2009 war er Mitarbeiter des MdEP Tobias Pflüger. Von 2009 bis 2023 war er Mitglied des Deutschen Bundestages für die Partei Die Linke, seit 2023 gehört er der Gruppe von Bündnis Sahra Wagenknecht (BSW) im Bundestag an.

## Politik

### Parteipolitisches Engagement

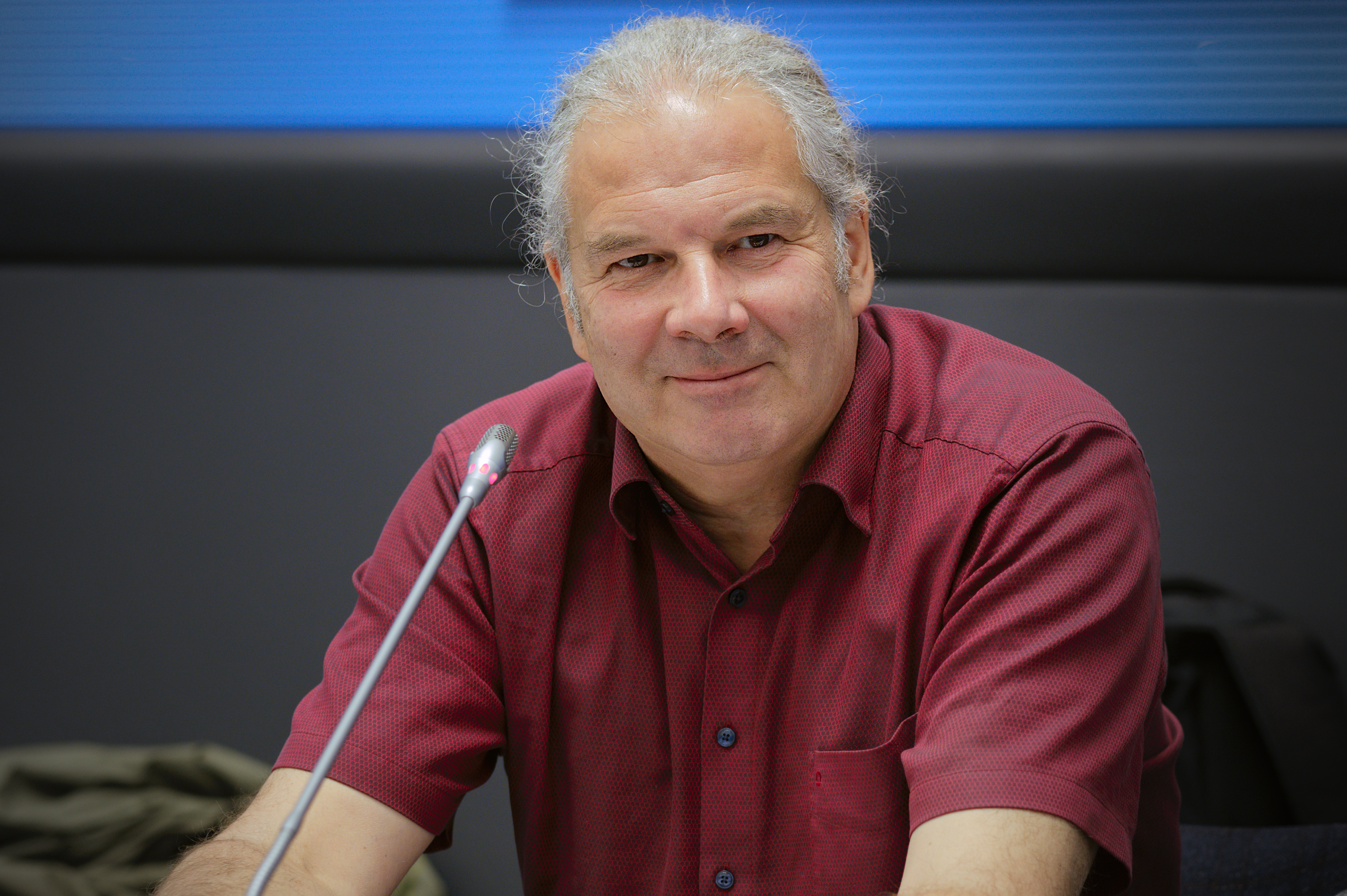
Andrej Hunko im Fraktionssaal der Linksfraktion im Bundestag in Berlin

Hunko war von 1986 bis 1989 in der Bunten Liste Freiburg aktiv und von 1991 bis 1995 Mitglied der Sozialistischen Arbeitergruppe. Ab 2004 war er einer der Organisatoren der Montagsdemonstrationen gegen Sozialabbau in Aachen.
2005 trat Hunko der neu gegründeten WASG bei, deren Kreissprecher für Stadt und Kreis Aachen er 2006 wurde. Im gleichen Jahr trat er auch in die PDS ein und zählte zu den Befürwortern einer Fusion beider Parteien unter Einbezug der sozialen Bewegungen. Beim Zusammenschluss von WASG und PDS und Gründung des Landesverbands Die Linke Nordrhein-Westfalen wurde Hunko in den Landesvorstand gewählt.
2009 zog er über Platz 6 der Landesliste seiner Partei in den Bundestag ein. Seine Fraktion entsandte ihn in den Ausschuss für Angelegenheiten der Europäischen Union sowie in die Parlamentarische Versammlung des Europarates. Zur Bundestagswahl 2013 hatte ihn die Wahlversammlung der Mitglieder der Partei Die Linke in der Stadt Aachen ohne Gegenstimmen erneut als Direktkandidaten für den Wahlkreis Aachen-Stadt (jetzt Wahlkreis 87) aufgestellt. Die Landesvertreterversammlung Nordrhein-Westfalen der Partei Die Linke wählte ihn mit 91 Prozent der Delegiertenstimmen zum Kandidaten auf Listenplatz 4 der Landesliste.
Auf dem Bundesparteitag im Mai 2014 wurde er erstmals in den Parteivorstand gewählt. Im Frühjahr 2016 wurde als Nachfolger von Diether Dehm europapolitischer Sprecher der Linksfraktion im Bundestag.
Bei der Bundestagswahl 2017 zog Hunko über Platz 4 der Landesliste Nordrhein-Westfalen ins Parlament ein. Zudem war er wieder als Direktkandidat im Wahlkreis Aachen I angetreten und hatte dort sein Ergebnis auf 8,8 % verbessern können.
Am 11. Februar 2020 wurde er zum stellvertretenden Vorsitzenden der Linksfraktion im Bundestag gewählt, nachdem bei der Vorstandswahl am 12. November 2019 kein Nachfolgekandidat für Sevim Dağdelen eine Mehrheit erzielen konnte.
2021 wurde er von der Partei Die Linke erneut zum Direktkandidaten für den Wahlkreis Aachen I aufgestellt, wo er allerdings nur 4,4 % der Erststimmen erreichte. Er zog über Platz 4 der Landesliste in den Bundestag ein.
Im Oktober 2023, mit der Vorstellung des Vereins BSW – Für Vernunft und Gerechtigkeit, trat Hunko mit neun weiteren Bundestagsabgeordneten aus der Linkspartei aus. Er wurde im Januar 2024 Mitglied der neugegründeten Partei BSW, die aus dem Verein hervorging.

### Positionen und Kontroversen

#### Allgemein
Hunko sprach sich 2009 angesichts der weltweiten Finanz- und Wirtschaftskrise für „soziale Unruhen“ aus, die fälschlicherweise „gezielt mit Gewalt und Faschismus in Verbindung gebracht“ würden. Das Gegenteil sei jedoch der Fall, wie das Beispiel Island zeige: „Sozialer Protest gegen die Krise kann eine Regierung stürzen, Neuwahlen erzwingen und neue gesellschaftliche Hoffnung erzeugen“, erklärte Hunko. Der Tübinger Politikwissenschaftler Josef Schmid sah soziale Unruhen in Deutschland jedoch als unwahrscheinlich an.
Um die Jahreswende 2010/2011 erregte Hunko mediales Aufsehen, als er sich dem Krawattenzwang für Schriftführer im Bundestag widersetzte.
2013 kritisierte Hunko die Drohnen-Strategie der Bundeswehr und die Unterstützung autoritärer Regime in Ägypten und Tunesien bei der Internetüberwachung durch das BKA.
Hunko machte wiederholt auf die schrittweise Mandatserweiterung der EU-Agenturen Europol und Frontex aufmerksam. Auch den Ausbau von Datenbanken sowie die Abwehr irregulärer Migration im Mittelmeer begleitet er kritisch durch parlamentarische Anfragen. Zu Möglichkeiten der Seenotrettung im Mittelmeer gab er bei den Wissenschaftlichen Diensten des Bundestages mehrere Ausarbeitungen in Auftrag. In mehr als einem Dutzend parlamentarischen Initiativen versuchte Hunko die Auslandszusammenarbeit des Verfassungsschutzes in der „Counter Terrorism Group“ des Berner Club zu kontrollieren.
Eine mündliche Frage Hunkos an die Bundesregierung ergab 2016, dass die US-Basis in Ramstein für den Drohnen-Krieg der USA von zentraler Bedeutung ist. Hunko gehört auch zu den acht Unterzeichnern einer Strafanzeige gegen Bundeskanzlerin Angela Merkel wegen angeblicher Beihilfe zum Mord an dem General der Iranischen Revolutionsgarde Qasem Soleimani. Die Bundesanwaltschaft sah keinen Tatverdacht. Die Strafanzeige stieß innerhalb und außerhalb Hunkos Partei auf heftige Kritik.
Im April 2019 war er der erste Bundespolitiker, der Venezuela seit Beginn des Machtkampfes zwischen Nicolás Maduro und Juan Guaidó besuchte und beide Politiker in Caracas traf. Zuvor hatte ein Gutachten der Wissenschaftlichen Dienste des Bundestages, das von Hunko in Auftrag gegeben wurde, die Völkerrechtskonformität der Anerkennung von Juan Guaidó durch die Bundesregierung angezweifelt.
Im April und Mai 2020 beteiligte sich Hunko am bundesweiten Protest gegen die Krisenpolitik der Bundesregierung im Rahmen der COVID-19-Pandemie. Dabei trat er als Redner auf zwei Kundgebungen unter dem Motto „Die Gedanken sind frei“ in Aachen auf. Der Auftritt wurde von anderen Politikern und Abgeordneten der Partei Die Linke kritisiert.

#### Zum Krieg in der Ukraine
Seit 2012 beschäftigte sich Hunko mit der Ukraine-Krise. Er war Mitglied von Wahlbeobachtungsdelegationen des Europarates bei den Parlamentswahlen 2012 und, nach dem Sturz der Regierung Janukowytsch, im Herbst 2014. Nach Beginn des russischen Krieges in der Ost-Ukraine sammelte er gemeinsam mit seinem Abgeordneten-Kollegen Wolfgang Gehrcke Spenden in Höhe von 135.200 Euro für ein Kinderkrankenhaus im umkämpften Donezbecken. Anfang 2015 brachten die beiden Abgeordneten den ersten Teil der Hilfslieferung in das Kriegsgebiet in der international nicht anerkannten „Volksrepublik Donezk“. Dabei trafen sie sich auch mit dem „Staatschef“ der „Volksrepublik“, Alexandr Sachartschenko, was von deutschen Journalisten als „Propagandaerfolg für die Separatisten“ gewertet wurde. Die ukrainische Regierung protestierte daraufhin beim Auswärtigen Amt in Berlin. Im Zuge dessen und der Verletzung des ukrainischen Aufenthaltsrechts wurde ein Einreiseverbot in die Ukraine über ihn verhängt.
Im Europarat setzte sich Hunko für die Rückkehr der russischen Delegation ein. Nachdem die Parlamentarische Versammlung sie 2014 aufgrund der völkerrechtswidrigen russischen Annexion der Krim 2014 sanktioniert hatte, nahmen die russischen Parlamentarier fünf Jahre lang nicht mehr an den Sitzungen teil.
Hunko gehörte zu den Mitunterzeichnern einer Erklärung, welche den Vereinigten Staaten eine maßgebliche Verantwortung für den Russischen Überfall auf die Ukraine 2022 zuschreibt. Der außenpolitische Sprecher der Bundestagsfraktion der Linken Gregor Gysi zeigte sich angesichts des Briefs entsetzt über die völlige Emotionslosigkeit hinsichtlich des Angriffskrieges und warf den Politikern vor, nur daran interessiert zu sein, ihre alte Ideologie in jeder Hinsicht zu retten.

### Einsatz für Gefangene
Hunko erwirkte die Aufnahme von Vadim Kuramshin (Kasachstan), Grigorij Petrenko (Republik Moldau), Mustafa Balbay und Faysal Sarıyıldız, Selma Irmak (Türkei/Kurdistan), Ahmed Said (Ägypten) und Brigitte Kafui Adjamagbo-Johnson (Togo) in das Bundestags-Programm „Parlamentarier schützen Parlamentarier“ (PsP) und besuchte viele der Gefangenen auch vor Ort.
Im Oktober 2019 besuchte er den Duisburger Ismet Kilic während seiner Inhaftierung in Slowenien und setzte sich für dessen Freilassung ein. Kilic war wegen eines türkischen Haftbefehls auf Grundlage eines Urteils aus den 1990er Jahren wegen angeblicher Mitgliedschaft in einer terroristischen Vereinigung festgenommen worden. Mitte Oktober 2019 konnte er nach Deutschland zurückkehren.
Hunko setzte sich 2020 für eine Freilassung von WikiLeaks-Gründer Julian Assange ein. Unter anderem auf seine Initiative hin forderte die Parlamentarische Versammlung des Europarates die 47 Mitgliedstaaten in einer Resolution auf, den Fall als „gefährlichen Präzedenzfall für Journalisten“ zu bewerten und sich für seine „unverzügliche Freilassung“ und gegen die Auslieferung an die USA starkzumachen.

### Tätigkeit als Wahlbeobachter

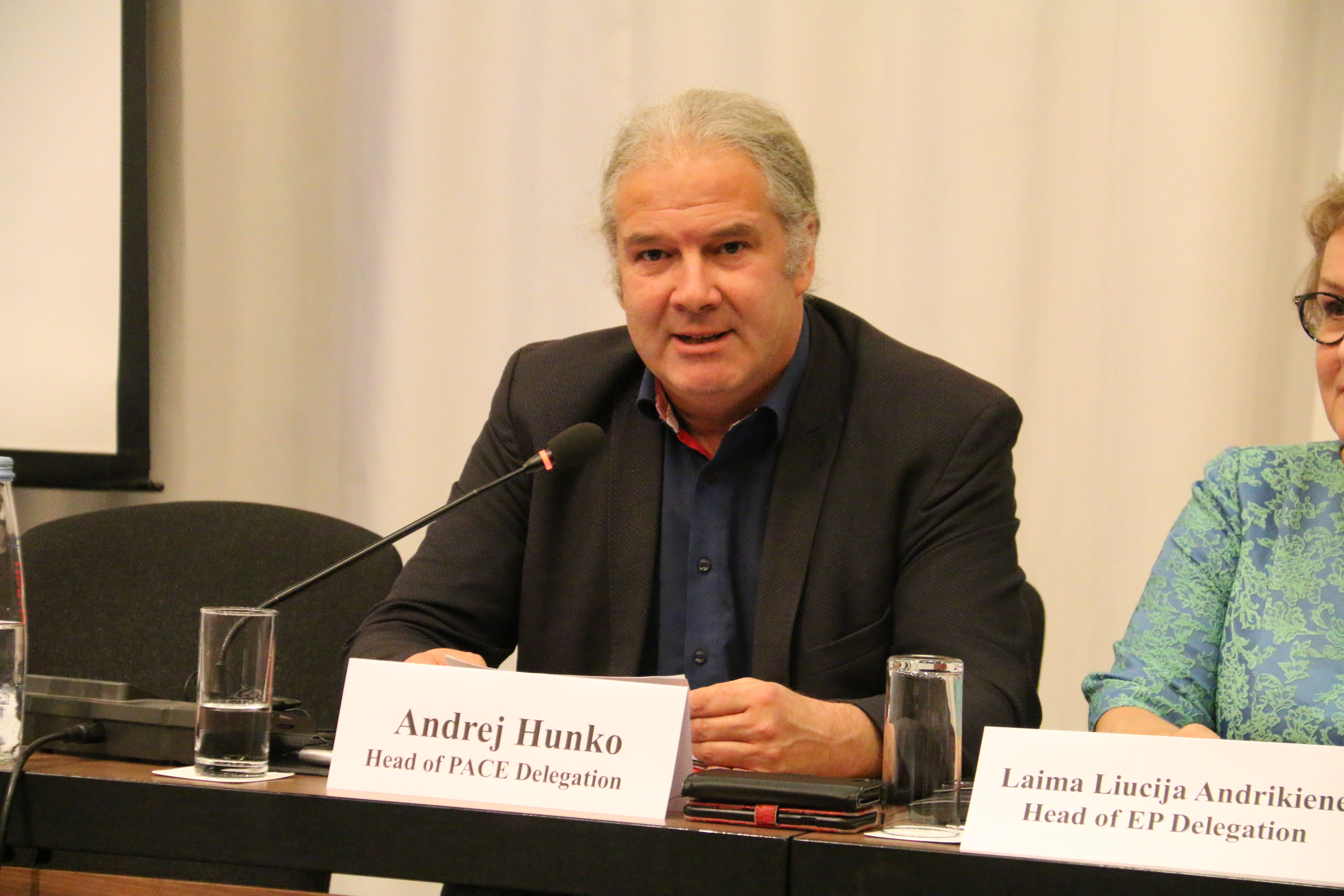
Andrej Hunko in seiner Funktion als Leiter der Wahlbeobachtungsdelegation des Europarates in Georgien (2018)

Andrej Hunko war Mitglied zahlreicher Wahlbeobachtungsmissionen der Parlamentarischen Versammlung des Europarates (PACE) und der OSZE. Er beobachtete unter anderem die folgenden Wahlen:
- Parlamentswahl in der Republik Moldau 2010 (PACE)[57]
- Parlamentswahl Türkei 2011 (PACE)[58]
- Präsidentschaftswahl in Kirgisistan 2011 (PACE)[59][60]
- Parlamentswahl in Kasachstan 2012 (PACE)[61]
- Parlamentswahl in der Ukraine 2012 (PACE)[62]
- Präsidentschaftswahl in der Türkei 2014 (PACE)[63]
- Präsidentschaftswahl in der Ukraine 2014 (PACE)[64]
- Parlamentswahl in der Ukraine 2014 (PACE)[65]
- Parlamentswahl in Mazedonien 2014 (PACE)[66]
- Präsidentschaftswahl in Belarus 2015 (PACE)[67]
- Parlamentswahl in Georgien 2016 (PACE)[68]
- Verfassungsreferendum in der Türkei 2017 (PACE)[69][70][71]
- Präsidentschaftswahl in Russland 2018 (OSZE)[72]
- Präsidentschaftswahl in Georgien 2018 (PACE, Delegationsleiter)[73]
- Präsidentschaftswahl in den Vereinigten Staaten 2020 (OSZE)[74]
- Parlamentswahl in Albanien 2021 (PACE)[75]
- Parlamentswahl in Bulgarien Juli 2021 (PACE/OSZE)[76]

Hunko war auch als Wahlbeobachter der OSZE für die Parlaments- und Präsidentschaftswahlen in der Türkei 2018 vorgesehen. Die Türkei verweigerte ihm jedoch die Einreise.

## Bearbeitung des Wikipedia-Artikels durch Hunko-Mitarbeiter
2020 wurden weite Teile des Artikels über Hunko in der Online-Enzyklopädie Wikipedia von einem Autor verfasst, der ausschließlich dann editierte, wenn es Bezüge zu Hunko gab. Obwohl der Autor auf die Wikipedia-Regeln zu Interessenkonflikten und bezahltem Schreiben hingewiesen worden war, reagierte er nicht darauf. Hunko räumte 2021 auf Nachfrage von netzpolitik.org ein, dass der Autor bei ihm als Mitarbeiter angestellt sei und bedauerte, dass dieser den Interessenkonflikt nicht offengelegt habe. Der Mitarbeiter holte dies dann auf Hunkos Bitte hin nach.

## Veröffentlichungen
- Immer mehr und größere Drohnen: Die Polizei rüstet auf (gemeinsam mit Matthias Monroy). In: Peter Strutynski (Hrsg.): Töten per Fernbedienung. Kampfdrohnen im weltweiten Schattenkrieg. Promedia, Wien 2013. S. 187–199, ISBN 978-3-85371-366-2.
- Mögliche Gegenstrategien der humanistischen Gesellschaft, In: Peter Bathke und Anke Hoffstadt (Hrsg.): Die neuen Rechten in Europa: Zwischen Neoliberalismus und Rassismus, Papyrossa, 2013, ISBN 978-3-89438-507-1.
- Ukrainische Spuren, In: Özcan Mutlu (Hrsg.): Politik ohne Grenzen. Migrationsgeschichten aus dem Deutschen Bundestag, B & S Siebenhaar, 2016, ISBN 978-3-943132-55-7.
- Ukraine zwischen Bürgerkrieg, Russland und dem Westen. Vom EU-Assoziierungsabkommen in einen neuen Kalten Krieg?, VSA-Verlag, 2017, ISBN 978-3-89965-701-2.
- WHO – Wer bestimmt, was gesund ist?, In: Hannes Hofbauer und Stefan Kraft (Hrsg.): Lockdown 2020. Wie ein Virus dazu benutzt wird, die Gesellschaft zu verändern. Promedia, Wien 2020, ISBN 978-3-85371-473-7.